# The Greenery

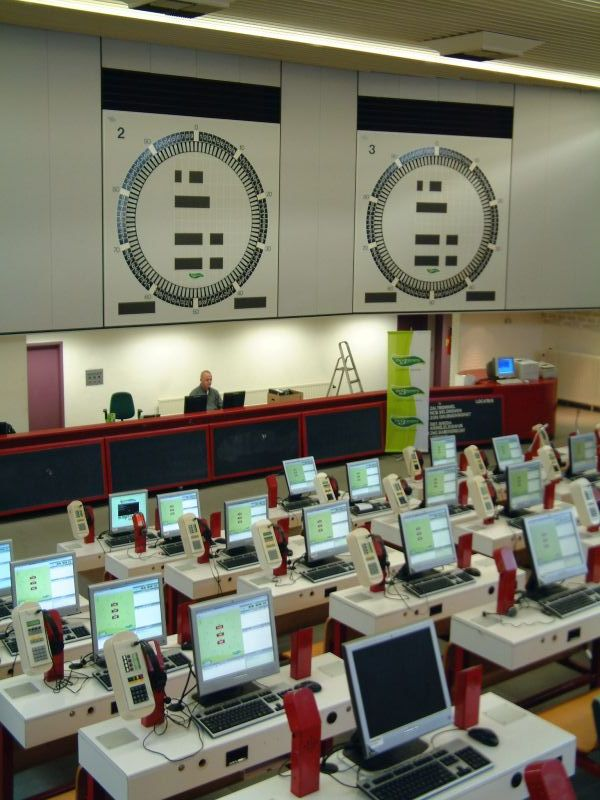
Veilingklok te Breda

The Greenery is een Nederlandse coöperatie van groente- en fruittelers die als commerciële afzetorganisatie optreedt voor de handel en distributie van verse groenten en fruit.  

## Geschiedenis
The Greenery is in 1997 ontstaan toen negen groente- en fruitveilingen en het Centraal Bureau voor Tuinbouwveilingen fuseerden tot de Verenigde Tuinbouwveiling Nederland. Deze fusie betrof alle grote veilingen in Nederland: Holland Zeeland (CHZ), RBT Breda, De Kring, Utrecht, Westland, KZIJ, WFO en Geldermalsen. Omdat export en internationale handel het grootste deel van de activiteiten uitmaakt koos men voor een Engelstalige naam.
De fusie kwam tot stand onder leiding van Cees Veerman, de latere minister van Landbouw, Visserij en Voedselkwaliteit. The Greenery B.V. en haar dochterbedrijven zijn sinds 2010 bezit van Coöperatie The Greenery,.
De afzet bij de vroegere veilingen gebeurde via de veilingklok, maar door de opkomst van de supermarkten is deze naar de achtergrond verdrongen. The Greenery kiest voor directe levering aan supermarkten en anderen.
The Greenery had bij de oprichting 10.000 leden, maar dat aantal daalde snel door interne problemen bij de afzetorganisatie. De kosten waren hoog en het beleid wisselde regelmatig door de vele directiewisselingen.

## Activiteiten
Circa 600 aangesloten teeltbedrijven zijn verplicht al hun producten via The Greenery af te zetten. Om  producten van constante kwaliteit te kunnen leveren worden er uitvoerige sorteringsvoorschriften en kwaliteitseisen opgesteld. Elk product dat via The Greenery naar supermarkt en consument gaat, kan via een tracking and tracing systeem worden herleid naar de telers. 
Door Nederlandse teelt en import te combineren kan het gehele jaar rond een volledig assortiment groente, fruit en paddenstoelen aan het grootwinkelbedrijf in Europa, Noord-Amerika, het Verre Oosten en het Midden Oosten worden aangeboden. Andere belangrijke inkopers zijn groothandel, catering en verwerkende industrie.
De omzet van de coöperatie bedroeg in 2016 ongeveer 1,030 miljard euro, waarvan zo'n 40% buiten Nederland. Bij de organisatie en haar dochterbedrijven werken ongeveer 1.100 mensen. In Nederland heeft The Greenery twee distributiecentra: Barendrecht en Bleiswijk.

## Bestuur
Topman tot 2006 was Kees De Wit. Hij werd opgevolgd door Philip Smits, die in september 2013 zijn functie neerlegde. Tussen 1 juli 2014 en 1 december 2015 was Ton Wortel de algemeen directeur. Vanaf 22 februari 2016 vervult Steven Martina de hoogste functie in de organisatie.